# Hrvatski pisci iz BiH, Ž
- Živković, Joso (Kostrč, Orašje, 1. travnja 1960.). Pjesnik i slikar.
- Živković, Pavo (Kostrč, Orašje, 1944.). Povjesničar i romanopisac.